# Pépé Bradock
 (mars 2012).
Si vous disposez d'ouvrages ou d'articles de référence ou si vous connaissez des sites web de qualité traitant du thème abordé ici, merci de compléter l'article en donnant les références utiles à sa vérifiabilité et en les liant à la section « Notes et références ».
 (mars 2012).
Pour les articles homonymes, voir Auger.
Pépé Bradock, de son vrai nom Julien Auger, est un rappeur français spécialisé dans la musique électronique.

## Biographie
Pépé Bradock sort son premier album, Synthèse, sur le label français Versatile Records en 1998. Il forme également le duo Trankilou avec Ark.

## Remixes
| Année | Artiste                         | Titre                                  |
| ----- | ------------------------------- | -------------------------------------- |
| 1997  | Château Flight                  | Discobole                              |
| 1998  | Presence Featuring Shara Nelson | Sense Of Danger                        |
| 1998  | Cheek                           | Venus (Sunshine People)                |
| 1998  | Alex Gopher                     | You, My Baby & I                       |
| 1999  | Cassius                         | La Mouche                              |
| 1999  | Iz & Diz                        | What You Need                          |
| 1999  | Soulstice                       | Tenderly                               |
| 1999  | Mozesli                         | Love & Slackness                       |
| 2001  | Block 16                        | Morning Sun                            |
| 2002  | Iz & Diz                        | Mouth                                  |
| 2002  | Gotan Project                   | Santa Maria (Del Buen Ayre)            |
| 2002  | Incognito                       | Skin On My Skin                        |
| 2003  | Cesária Évora                   | Angola                                 |
| 2003  | Kemetic Just                    | Do You Remember                        |
| 2003  | Charles Webster                 | I'm Falling                            |
| 2005  | Greenskeepers                   | Man In The House                       |
| 2005  | Roy Ayers                       | I Am Your Mind (Part. II)              |
| 2006  | Iz & Diz                        | Love Vibe                              |
| 2007  | Zero 7                          | Today                                  |
| 2008  | International Pony              | Bubble In The Bottle                   |
| 2008  | Namlook                         | Subharmonic Atoms                      |
| 2009  | Manuel Tur                      | Golden Complexion                      |
| 2010  | Nicolas Jaar                    | Too Many Kids Finding Rain In The Dust |
| 2013  | Dinky                           | Falling Angel                          |
| 2013  | Webster Wraight Ensemble        | The Ruins Of Britain                   |